# امقبرين (المحفد)

تعديل مصدري - تعديل

امقبرين هي إحدى قرى عزلة المحفد بمديرية المحفد التابعة لمحافظة أبين، بلغ تعداد سكانها 136 نسمة حسب تعداد اليمن لعام 2004.